# Neszádeli Gyula
Neszádeli Gyula (Sajókaza, 1950. január 13. –) bőr- és papírműves, pedagógus.

## Élete
Általános iskoláit Kazincbarcikán, a középiskolát Abaújszántón, felsőfokú tanulmányait pedig, Nyíregyházán és Budapesten folytatta.
1980-ban felkérést kapott a kazincbarcikai Egressy Béni Művelődési Központba a gyermek- és ifjúsági szakreferens állás betöltésére. Azonnal bekapcsolódott az akkor „nyitott ház” kísérlet tevékenységébe, s a játszóház kifejezés és gyakorlat szempontjából szinte országos, egyedülálló gyakorlatot alakított ki. 1990-ben adták át a művelődési központhoz tartozó Gyermekek Házát, amelynek vezetője lett.
Több éven keresztül volt óra adó a Kodály Zoltán Alapfokú Művészeti Iskola iparművészeti csoportban, a Jókai Mór Szakközépiskola közművelődés szakos tanulóinál, valamint a Miskolci Bölcsész Egyesületben (japán és művelődéstörténet szakos hallgatói) ahol a papírművesség alapjait tanította.
2004-ben az 50 éves Kazincbarcikát köszöntő 33.000 db origami virággal és levéllel díszített 6 méteres „Májusfa – Életfa”, valamint 2009-ben pedig az 55 éves város tiszteletére 13.220 db hímes tojással díszített, szintén 6 méteres Guinness Rekordok Könyvébe is bekerülő „Tojásfa – Életfa” ötletgazdája, valamint a szervező-kivitelező csoport vezetője volt.

## Munkássága
- Kazincbarcikai Egressy, Gyermekek Háza-Kézművesház vezetője (1990–2010)
- Sajómenti Népművészeti Egyesület alapító tagja és elnöke (2005–2011)

## Művei
- Papírhajtogatás ünnepekre (1988) ISBN 963 04 5859 4

## Díjai
- Papírból készült alkotásaival 1991-ben, a Zaragozában megrendezett Nemzetközi Origami Versenyen III., 1993-ban II. helyezést ért el.
- 2009 Barcika Art-díj
- 2010 Megyénk Kultúrájáért-díj, elismerés
- 2011 Wlassics Gyula-díj[2]

## Kiállítások
- Maszkok és más farsangi kellékek (2011)
- Farsangi maszkok és kellékek (2014)[3]